# (31611) 1999 GF6
1999 GF6 (asteroide 31611) é um asteroide da cintura principal. Possui uma excentricidade de 0.11393720 e uma inclinação de 6.50084º.
Este asteroide foi descoberto no dia 13 de abril de 1999 por Korado Korlević em Visnjan.